# Lista de municípios de São Paulo por área (1964)

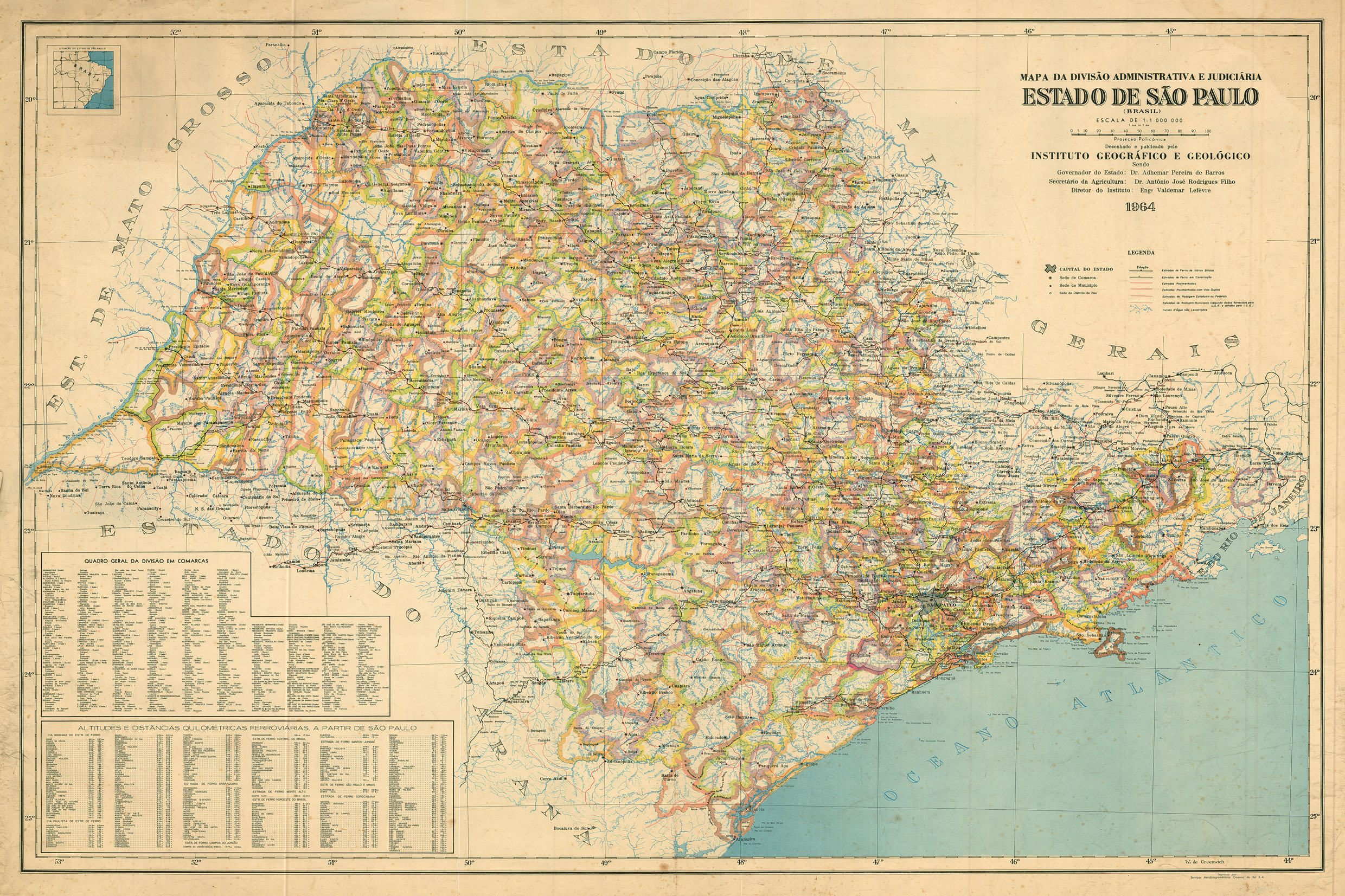
Mapa do estado de São Paulo (1964).

Esta é a divisão territorial administrativa do estado de São Paulo vigente no período entre 1965-1979, incluindo a área territorial dos municípios, com os topônimos da época. O estado de São Paulo possuía 501 municípios até 1964 e passou a contar com 573 municípios em 1965, quando foram instalados os municípios e distritos criados através da Lei nº 8.092 de 28 de fevereiro de 1964, atual  legislação base da divisão territorial administrativa do estado. Em 1970 os municípios de Brás Cubas e Vargem voltaram à condição de distrito por decisão judicial, passando o estado a contar com 571 municípios até 1982.
|      | Nome                                                      | Área (km2) | Mun. | Distr. |
| ---- | --------------------------------------------------------- | ---------- | ---- | ------ |
| 1º   | Teodoro Sampaio                                           | 2750,0     | 1964 | 1959   |
|      | Rosana (Teodoro Sampaio)                                  |            |      | 1964   |
| 2º   | Araçatuba                                                 | 2668,0     | 1921 | 1917   |
|      | Santo Antônio do Aracanguá (Araçatuba)                    |            |      | 1964   |
| 3º   | Itapeva                                                   | 2452,0     | 1769 | 1766   |
|      | Campina do Veado (Itapeva)                                |            |      | 1944   |
|      | Guarizinho (Itapeva)                                      |            |      | 1938   |
|      | Taquarivaí (Itapeva)                                      |            |      | 1959   |
| 4º   | Itapetininga                                              | 2035,0     | 1771 | 1770   |
|      | 2º Subdistrito - Aparecida do Sul (Itapetininga)          |            |      | 1934   |
|      | Alambari (Itapetininga)                                   |            |      | 1861   |
|      | Gramadinho (Itapetininga)                                 |            |      | 1913   |
|      | Morro do Alto (Itapetininga)                              |            |      | 1913   |
| 5º   | Iguape                                                    | 1942,0     | 1639 | 1635   |
| 6º   | Capão Bonito                                              | 1925,0     | 1868 | 1866   |
|      | Ribeirão Grande (Capão Bonito)                            |            |      | 1964   |
| 7º   | Pereira Barreto                                           | 1811,0     | 1938 | 1934   |
|      | Bela Floresta (Pereira Barreto)                           |            |      | 1944   |
|      | Suzanápolis (Pereira Barreto)                             |            |      | 1964   |
| 8º   | Eldorado                                                  | 1721,0     | 1842 | 1763   |
|      | Braço (Eldorado)                                          |            |      | 1944   |
|      | Itapeúna (Eldorado)                                       |            |      | 1900   |
| 9º   | Rancharia                                                 | 1709,0     | 1935 | 1934   |
|      | Agissê (Rancharia)                                        |            |      | 1940   |
|      | Gardênia (Rancharia)                                      |            |      | 1948   |
| 10º  | Apiaí                                                     | 1621,0     | 1771 | 1765   |
|      | Araçaíba (Apiaí)                                          |            |      | 1916   |
|      | Barra do Chapéu (Apiaí)                                   |            |      | 1939   |
|      | Itaóca (Apiaí)                                            |            |      | 1908   |
| 11º  | Araraquara                                                | 1541,0     | 1832 | 1817   |
|      | 2º Subdistrito - Vila Xavier (Araraquara)                 |            |      | 1964   |
|      | Bueno de Andrada (Araraquara)                             |            |      | 1924   |
|      | Gavião Peixoto (Araraquara)                               |            |      | 1924   |
|      | Motuca (Araraquara)                                       |            |      | 1925   |
| 12º  | Barretos                                                  | 1527,0     | 1885 | 1874   |
|      | 2º Subdistrito - Fortaleza (Barretos)                     |            |      | 1945   |
|      | Alberto Moreira (Barretos)                                |            |      | 1944   |
|      | Ibitu (Barretos)                                          |            |      | 1908   |
| 13º  | Botucatu                                                  | 1522,0     | 1855 | 1846   |
|      | 2º Subdistrito - Vila dos Lavradores (Botucatu)           |            |      | 1937   |
|      | Rubião Júnior (Botucatu)                                  |            |      | 1959   |
|      | Vitoriana (Botucatu)                                      |            |      | 1928   |
| 14º  | São Paulo                                                 | 1493,0     | 1558 |        |
|      | 1º Subdistrito - Sé (São Paulo)                           |            |      | 1554   |
|      | 2º Subdistrito - Liberdade (São Paulo)                    |            |      | 1833   |
|      | 3º Subdistrito - Penha de França (São Paulo)              |            |      | 1796   |
|      | 4º Subdistrito - Freguesia do Ó (São Paulo)               |            |      | 1796   |
|      | 5º Subdistrito - Santa Ifigênia (São Paulo)               |            |      | 1809   |
|      | 6º Subdistrito - Brás (São Paulo)                         |            |      | 1818   |
|      | 7º Subdistrito - Consolação (São Paulo)                   |            |      | 1870   |
|      | 8º Subdistrito - Santana (São Paulo)                      |            |      | 1889   |
|      | 9º Subdistrito - Vila Mariana (São Paulo)                 |            |      | 1895   |
|      | 10º Subdistrito - Belenzinho (São Paulo)                  |            |      | 1899   |
|      | 11º Subdistrito - Santa Cecília (São Paulo)               |            |      | 1899   |
|      | 12º Subdistrito - Cambuci (São Paulo)                     |            |      | 1906   |
|      | 13º Subdistrito - Butantã (São Paulo)                     |            |      | 1907   |
|      | 14º Subdistrito - Lapa (São Paulo)                        |            |      | 1910   |
|      | 15º Subdistrito - Bom Retiro (São Paulo)                  |            |      | 1910   |
|      | 16º Subdistrito - Mooca (São Paulo)                       |            |      | 1910   |
|      | 17º Subdistrito - Bela Vista (São Paulo)                  |            |      | 1910   |
|      | 18º Subdistrito - Ipiranga (São Paulo)                    |            |      | 1918   |
|      | 19º Subdistrito - Perdizes (São Paulo)                    |            |      | 1920   |
|      | 20º Subdistrito - Jardim América (São Paulo)              |            |      | 1924   |
|      | 21º Subdistrito - Saúde (São Paulo)                       |            |      | 1925   |
|      | 22º Subdistrito - Tucuruvi (São Paulo)                    |            |      | 1934   |
|      | 23º Subdistrito - Casa Verde (São Paulo)                  |            |      | 1928   |
|      | 24º Subdistrito - Indianópolis (São Paulo)                |            |      | 1934   |
|      | 25º Subdistrito - Pari (São Paulo)                        |            |      | 1934   |
|      | 26º Subdistrito - Vila Prudente (São Paulo)               |            |      | 1934   |
|      | 27º Subdistrito - Tatuapé (São Paulo)                     |            |      | 1934   |
|      | 28º Subdistrito - Jardim Paulista (São Paulo)             |            |      | 1934   |
|      | 29º Subdistrito - Santo Amaro (São Paulo)                 |            |      | 1686   |
|      | 30º Subdistrito - Ibirapuera (São Paulo)                  |            |      | 1934   |
|      | 31º Subdistrito - Pirituba (São Paulo)                    |            |      | 1935   |
|      | 32º Subdistrito - Capela do Socorro (São Paulo)           |            |      | 1938   |
|      | 33º Subdistrito - Alto da Mooca (São Paulo)               |            |      | 1938   |
|      | 34º Subdistrito - Cerqueira César (São Paulo)             |            |      | 1938   |
|      | 35º Subdistrito - Barra Funda (São Paulo)                 |            |      | 1938   |
|      | 36º Subdistrito - Vila Maria (São Paulo)                  |            |      | 1938   |
|      | 37º Subdistrito - Aclimação (São Paulo)                   |            |      | 1938   |
|      | 38º Subdistrito - Vila Matilde (São Paulo)                |            |      | 1939   |
|      | 39º Subdistrito - Vila Madalena (São Paulo)               |            |      | 1948   |
|      | 40º Subdistrito - Brasilândia (São Paulo)                 |            |      | 1964   |
|      | 41º Subdistrito - Cangaíba (São Paulo)                    |            |      | 1964   |
|      | 42º Subdistrito - Jabaquara (São Paulo)                   |            |      | 1964   |
|      | 43º Subdistrito - Jaguara (São Paulo)                     |            |      | 1964   |
|      | 44º Subdistrito - Limão (São Paulo)                       |            |      | 1964   |
|      | 45º Subdistrito - Pinheiros (São Paulo)                   |            |      | 1964   |
|      | 46º Subdistrito - Vila Formosa (São Paulo)                |            |      | 1964   |
|      | 47º Subdistrito - Vila Guilherme (São Paulo)              |            |      | 1964   |
|      | 48º Subdistrito - Vila Nova Cachoeirinha (São Paulo)      |            |      | 1964   |
|      | Ermelino Matarazzo (São Paulo)                            |            |      | 1959   |
|      | Guaianases (São Paulo)                                    |            |      | 1929   |
|      | Itaquera (São Paulo)                                      |            |      | 1920   |
|      | Jaraguá (São Paulo)                                       |            |      | 1948   |
|      | Parelheiros (São Paulo)                                   |            |      | 1944   |
|      | Perus (São Paulo)                                         |            |      | 1934   |
|      | São Miguel Paulista (São Paulo)                           |            |      | 1891   |
| 15º  | Piracicaba                                                | 1426,0     | 1821 | 1810   |
|      | 2º Subdistrito - Vila Resende (Piracicaba)                |            |      | 1917   |
|      | 3º Subdistrito - Cidade Alta (Piracicaba)                 |            |      | 1944   |
|      | Ártemis (Piracicaba)                                      |            |      | 1936   |
|      | Guamium (Piracicaba)                                      |            |      | 1964   |
|      | Ibitiruna (Piracicaba)                                    |            |      | 1922   |
|      | Saltinho (Piracicaba)                                     |            |      | 1922   |
|      | Santa Teresinha de Piracicaba (Piracicaba)                |            |      | 1964   |
|      | Tupi (Piracicaba)                                         |            |      | 1936   |
| 16º  | Santa Cruz do Rio Pardo                                   | 1358,0     | 1876 | 1872   |
|      | Caporanga (Santa Cruz do Rio Pardo)                       |            |      | 1944   |
|      | Clarínia (Santa Cruz do Rio Pardo)                        |            |      | 1944   |
|      | Espírito Santo do Turvo (Santa Cruz do Rio Pardo)         |            |      | 1878   |
|      | Sodrélia (Santa Cruz do Rio Pardo)                        |            |      | 1929   |
| 17º  | Morro Agudo                                               | 1351,0     | 1934 | 1894   |
| 18º  | Cananeia                                                  | 1345,0     | 1600 | 1587   |
|      | Ariri (Cananeia)                                          |            |      | 1920   |
| 19º  | Cunha                                                     | 1339,0     | 1785 | 1736   |
|      | Campos de Cunha (Cunha)                                   |            |      | 1872   |
| 20º  | Mirante do Paranapanema                                   | 1273,0     | 1953 | 1953   |
|      | Costa Machado (Mirante do Paranapanema)                   |            |      | 1948   |
|      | Cuiabá Paulista (Mirante do Paranapanema)                 |            |      | 1953   |
| 21º  | Jacupiranga                                               | 1209,0     | 1927 | 1870   |
|      | Cajati (Jacupiranga)                                      |            |      | 1944   |
| 22º  | Agudos                                                    | 1207,0     | 1898 | 1897   |
|      | Domélia (Agudos)                                          |            |      | 1934   |
|      | Paulistânia (Agudos)                                      |            |      | 1934   |
| 23º  | Avaré                                                     | 1205,0     | 1875 | 1870   |
| 24º  | Buri                                                      | 1201,0     | 1921 | 1907   |
|      | Aracaçu (Buri)                                            |            |      | 1926   |
| 25º  | Guaíra                                                    | 1201,0     | 1928 | 1908   |
| 26º  | Marília                                                   | 1194,0     | 1928 | 1926   |
|      | Amadeu Amaral (Marília)                                   |            |      | 1944   |
|      | Avencas (Marília)                                         |            |      | 1934   |
|      | Dirceu (Marília)                                          |            |      | 1936   |
|      | Lácio (Marília)                                           |            |      | 1936   |
|      | Padre Nóbrega (Marília)                                   |            |      | 1936   |
|      | Rosália (Marília)                                         |            |      | 1937   |
| 27º  | Itararé                                                   | 1187,0     | 1893 | 1885   |
| 28º  | Lençóis Paulista                                          | 1172,0     | 1865 | 1858   |
|      | Alfredo Guedes (Lençóis Paulista)                         |            |      | 1934   |
|      | Borebi (Lençóis Paulista)                                 |            |      | 1922   |
| 29º  | Iporanga                                                  | 1159,0     | 1936 | 1830   |
| 30º  | São Carlos                                                | 1120,0     | 1865 | 1858   |
|      | 2º Subdistrito - Ana Prado (São Carlos)                   |            |      | 1959   |
|      | Água Vermelha (São Carlos)                                |            |      | 1948   |
|      | Santa Eudóxia (São Carlos)                                |            |      | 1912   |
| 31º  | São José dos Campos                                       | 1118,0     | 1767 | 1768   |
|      | 2º Subdistrito - Santana do Paraíba (São José dos Campos) |            |      | 1934   |
|      | Eugênio de Melo (São José dos Campos)                     |            |      | 1934   |
|      | São Francisco Xavier (São José dos Campos)                |            |      | 1892   |
| 32º  | Angatuba                                                  | 1109,0     | 1885 | 1872   |
|      | Campina do Monte Alegre (Angatuba)                        |            |      | 1959   |
| 33º  | Presidente Epitácio                                       | 1097,0     | 1948 | 1936   |
| 34º  | Itaí                                                      | 1089,0     | 1891 | 1874   |
| 35º  | São Miguel Arcanjo                                        | 1081,0     | 1889 | 1877   |
| 36º  | Martinópolis                                              | 1076,0     | 1938 | 1929   |
|      | Guachos (Martinópolis)                                    |            |      | 1953   |
|      | Teçaindá (Martinópolis)                                   |            |      | 1944   |
| 37º  | Brotas                                                    | 1061,0     | 1859 | 1846   |
|      | São Sebastião da Serra (Brotas)                           |            |      | 1964   |
| 38º  | Ribeirão Preto                                            | 1057,0     | 1871 | 1870   |
|      | 2º Subdistrito - Vila Tibério (Ribeirão Preto)            |            |      | 1948   |
|      | 3º Subdistrito - Campos Elísios (Ribeirão Preto)          |            |      | 1964   |
|      | Bonfim Paulista (Ribeirão Preto)                          |            |      | 1902   |
|      | Guatapará (Ribeirão Preto)                                |            |      | 1953   |
| 39º  | José Bonifácio                                            | 1047,0     | 1926 | 1914   |
|      | Salto do Avanhandava (José Bonifácio)                     |            |      | 1959   |
|      | Ubarana (José Bonifácio)                                  |            |      | 1925   |
| 40º  | Presidente Bernardes                                      | 1047,0     | 1935 | 1925   |
|      | Araxãs (Presidente Bernardes)                             |            |      | 1936   |
|      | Emilianópolis (Presidente Bernardes)                      |            |      | 1948   |
|      | Nova Pátria (Presidente Bernardes)                        |            |      | 1948   |
| 41º  | Paraguaçu Paulista                                        | 1043,0     | 1924 | 1923   |
|      | Conceição do Monte Alegre (Paraguaçu Paulista)            |            |      | 1891   |
|      | Sapezal (Paraguaçu Paulista)                              |            |      | 1923   |
| 42º  | Sete Barras                                               | 1040,0     | 1959 | 1885   |
| 43º  | Miracatu                                                  | 1036,0     | 1938 | 1872   |
|      | Pedro Barros (Miracatu)                                   |            |      | 1944   |
| 44º  | Iepê                                                      | 1034,0     | 1944 | 1927   |
|      | Nantes (Iepê)                                             |            |      | 1953   |
| 45º  | Andradina                                                 | 1010,0     | 1938 | 1937   |
| 46º  | Ibiúna                                                    | 1009,0     | 1857 | 1811   |
|      | Paruru (Ibiúna)                                           |            |      | 1959   |
| 47º  | Mirandópolis                                              | 1008,0     | 1944 | 1937   |
|      | Amandaba (Mirandópolis)                                   |            |      | 1942   |
|      | Três Alianças (Mirandópolis)                              |            |      | 1948   |
| 48º  | Itaberá                                                   | 1007,0     | 1891 | 1871   |
|      | Turiba do Sul (Itaberá)                                   |            |      | 1959   |
| 49º  | Marabá Paulista                                           | 1000,0     | 1953 | 1944   |
| 50º  | Itápolis                                                  | 996,0      | 1891 | 1886   |
|      | Nova América (Itápolis)                                   |            |      | 1910   |
|      | Tapinas (Itápolis)                                        |            |      | 1964   |
| 51º  | Cafelândia                                                | 982,0      | 1925 | 1919   |
|      | Bacuriti (Cafelândia)                                     |            |      | 1944   |
|      | Cafesópolis (Cafelândia)                                  |            |      | 1944   |
|      | Simões (Cafelândia)                                       |            |      | 1936   |
| 52º  | Barra do Turvo                                            | 978,0      | 1964 | 1938   |
| 53º  | Itatinga                                                  | 976,0      | 1896 | 1891   |
|      | Lobo (Itatinga)                                           |            |      | 1925   |
| 54º  | Castilho                                                  | 968,0      | 1953 | 1944   |
| 55º  | General Salgado                                           | 966,0      | 1944 | 1937   |
|      | Nova Castilho (General Salgado)                           |            |      | 1961   |
|      | São João de Iracema (General Salgado)                     |            |      | 1948   |
| 56º  | Mogi Guaçu                                                | 960,0      | 1877 | 1740   |
| 57º  | Altinópolis                                               | 943,0      | 1918 | 1875   |
| 58º  | Novo Horizonte                                            | 918,0      | 1916 | 1906   |
|      | Vale Formoso (Novo Horizonte)                             |            |      | 1945   |
| 59º  | Guararapes                                                | 915,0      | 1937 | 1934   |
|      | Ribeiro do Vale (Guararapes)                              |            |      | 1944   |
| 60º  | São Manuel                                                | 876,0      | 1885 | 1880   |
|      | Aparecida de São Manuel (São Manuel)                      |            |      | 1882   |
|      | Pratânia (São Manuel)                                     |            |      | 1899   |
| 61º  | Casa Branca                                               | 872,0      | 1841 | 1814   |
|      | Lagoa Branca (Casa Branca)                                |            |      | 1934   |
| 62º  | Mococa                                                    | 861,0      | 1871 | 1856   |
|      | Igaraí (Mococa)                                           |            |      | 1904   |
|      | São Benedito das Areias (Mococa)                          |            |      | 1934   |
| 63º  | Pompéia                                                   | 861,0      | 1938 | 1928   |
|      | Novo Cravinhos (Pompéia)                                  |            |      | 1936   |
|      | Paulópolis (Pompéia)                                      |            |      | 1937   |
| 64º  | Tupã                                                      | 861,0      | 1938 | 1934   |
|      | Arco-Íris (Tupã)                                          |            |      | 1948   |
|      | Parnaso (Tupã)                                            |            |      | 1953   |
|      | Universo (Tupã)                                           |            |      | 1959   |
|      | Varpa (Tupã)                                              |            |      | 1927   |
| 65º  | Paulo de Faria                                            | 853,0      | 1938 | 1921   |
| 66º  | Natividade da Serra                                       | 848,0      | 1935 | 1858   |
|      | Bairro Alto (Natividade da Serra)                         |            |      | 1842   |
| 67º  | Santa Bárbara do Rio Pardo                                | 847,0      | 1876 | 1874   |
|      | Iaras (Santa Bárbara do Rio Pardo)                        |            |      | 1921   |
| 68º  | Ribeira                                                   | 838,0      | 1936 | 1872   |
|      | Itapirapuã (Ribeira)                                      |            |      | 1944   |
| 69º  | Miguelópolis                                              | 837,0      | 1944 | 1927   |
| 70º  | Batatais                                                  | 836,0      | 1839 | 1814   |
| 71º  | Pirajuí                                                   | 832,0      | 1914 | 1907   |
|      | Corredeira (Pirajuí)                                      |            |      | 1922   |
|      | Pradínia (Pirajuí)                                        |            |      | 1939   |
|      | Santo Antônio da Estiva (Pirajuí)                         |            |      | 1948   |
| 72º  | Guaratinguetá                                             | 825,0      | 1651 | 1630   |
|      | 2º Subdistrito (Guaratinguetá)                            |            |      | 1944   |
| 73º  | Tapiraí                                                   | 812,0      | 1959 | 1938   |
| 74º  | Juquiá                                                    | 806,0      | 1948 | 1853   |
| 75º  | Promissão                                                 | 802,0      | 1923 | 1919   |
|      | Santa Maria do Gurupá (Promissão)                         |            |      | 1937   |
| 76º  | Tanabi                                                    | 799,0      | 1924 | 1906   |
|      | Ibiporanga (Tanabi)                                       |            |      | 1942   |
| 77º  | Cajurú                                                    | 796,0      | 1865 | 1846   |
|      | Santa Cruz da Esperança (Cajurú)                          |            |      | 1923   |
| 78º  | Descalvado                                                | 794,0      | 1865 | 1844   |
| 79º  | Paranapanema                                              | 794,0      | 1944 | 1859   |
| 80º  | Olímpia                                                   | 785,0      | 1917 | 1906   |
|      | Baguaçu (Olímpia)                                         |            |      | 1944   |
|      | Ribeiro dos Santos (Olímpia)                              |            |      | 1938   |
| 81º  | São Pedro do Turvo                                        | 783,0      | 1891 | 1874   |
| 82º  | Campinas                                                  | 781,0      | 1797 | 1774   |
|      | 2º Subdistrito - Santa Cruz (Campinas)                    |            |      | 1870   |
|      | 3º Subdistrito - Vila Industrial (Campinas)               |            |      | 1934   |
|      | Barão Geraldo (Campinas)                                  |            |      | 1953   |
|      | Joaquim Egídio (Campinas)                                 |            |      | 1959   |
|      | Nova Aparecida (Campinas)                                 |            |      | 1964   |
|      | Sousas (Campinas)                                         |            |      | 1896   |
| 83º  | Presidente Venceslau                                      | 781,0      | 1926 | 1925   |
| 84º  | Assis                                                     | 780,0      | 1917 | 1915   |
|      | Tarumã (Assis)                                            |            |      | 1927   |
| 85º  | Bragança Paulista                                         | 770,0      | 1797 | 1765   |
|      | Tuiuti (Bragança Paulista)                                |            |      | 1902   |
|      | Vargem                                                    |            | 1964 | 1929   |
| 86º  | Bananal                                                   | 766,0      | 1832 | 1811   |
|      | Arapeí (Bananal)                                          |            |      | 1944   |
| 87º  | Santa Rita do Passa Quatro                                | 756,0      | 1885 | 1866   |
|      | Jacirendi (Santa Rita do Passa Quatro)                    |            |      | 1897   |
| 88º  | Valparaíso                                                | 755,0      | 1937 | 1934   |
| 89º  | Mogi das Cruzes                                           | 749,0      | 1611 | 1611   |
|      | Sabaúna (Mogi das Cruzes)                                 |            |      | 1920   |
|      | Taiaçupeba (Mogi das Cruzes)                              |            |      | 1927   |
|      | Brás Cubas                                                |            | 1964 | 1953   |
|      | Jundiapeba (Brás Cubas)                                   |            |      | 1938   |
| 90º  | Ubatuba                                                   | 748,0      | 1637 | 1637   |
|      | Picinguaba (Ubatuba)                                      |            |      | 1944   |
| 91º  | Pederneiras                                               | 743,0      | 1891 | 1889   |
|      | Guaianás (Pederneiras)                                    |            |      | 1934   |
|      | Santelmo (Pederneiras)                                    |            |      | 1938   |
|      | Vanglória (Pederneiras)                                   |            |      | 1948   |
| 92º  | Registro                                                  | 742,0      | 1944 | 1934   |
| 93º  | Boa Esperança do Sul                                      | 736,0      | 1898 | 1895   |
|      | Trabiju (Boa Esperança do Sul)                            |            |      | 1934   |
| 94º  | Tatuí                                                     | 732,0      | 1844 | 1822   |
|      | Quadra (Tatuí)                                            |            |      | 1912   |
| 95º  | Ituverava                                                 | 727,0      | 1885 | 1847   |
|      | Capivari da Mata (Ituverava)                              |            |      | 1953   |
|      | São Benedito da Cachoeirinha (Ituverava)                  |            |      | 1948   |
| 96º  | Pedregulho                                                | 727,0      | 1921 | 1902   |
|      | Alto Porã (Pedregulho)                                    |            |      | 1948   |
|      | Igaçaba (Pedregulho)                                      |            |      | 1935   |
| 97º  | Pirassununga                                              | 727,0      | 1865 | 1842   |
|      | Cachoeira de Emas (Pirassununga)                          |            |      | 1959   |
| 98º  | Santos                                                    | 725,0      | 1545 | 1543   |
|      | 2º Subdistrito (Santos)                                   |            |      | 1932   |
|      | Bertioga (Santos)                                         |            |      | 1944   |
| 99º  | Bebedouro                                                 | 723,0      | 1894 | 1892   |
|      | Botafogo (Bebedouro)                                      |            |      | 1922   |
|      | Turvínia (Bebedouro)                                      |            |      | 1939   |
| 100º | Pindamonhangaba                                           | 719,0      | 1705 | 1690   |
|      | Moreira César (Pindamonhangaba)                           |            |      | 1959   |
| 101º | Jaú                                                       | 718,0      | 1866 | 1859   |
|      | Potunduva (Jaú)                                           |            |      | 1928   |
| 102º | Paraibuna                                                 | 714,0      | 1832 | 1812   |
| 103º | Palestina                                                 | 709,0      | 1936 | 1927   |
|      | Duplo Céu (Palestina)                                     |            |      | 1944   |
|      | Jurupeba (Palestina)                                      |            |      | 1939   |
| 104º | Anhembi                                                   | 708,0      | 1948 | 1866   |
|      | Pirambóia (Anhembi)                                       |            |      | 1899   |
| 105º | Bauru                                                     | 702,0      | 1896 | 1893   |
|      | 2º Subdistrito - Vila Falcão (Bauru)                      |            |      | 1936   |
|      | 3º Subdistrito - Vila Bela Vista (Bauru)                  |            |      | 1964   |
|      | Tibiriçá (Bauru)                                          |            |      | 1919   |
| 106º | Colômbia                                                  | 702,0      | 1959 | 1944   |
| 107º | São Luís do Paraitinga                                    | 701,0      | 1773 | 1769   |
|      | Catuçaba (São Luís do Paraitinga)                         |            |      | 1944   |
| 108º | Pilar do Sul                                              | 697,0      | 1936 | 1877   |
| 109º | Jaboticabal                                               | 677,0      | 1867 | 1857   |
|      | 2º Subdistrito - Juca Quito (Jaboticabal)                 |            |      | 1941   |
|      | Córrego Rico (Jaboticabal)                                |            |      | 1917   |
|      | Lusitânia (Jaboticabal)                                   |            |      | 1934   |
| 110º | Bofete                                                    | 656,0      | 1880 | 1866   |
| 111º | Taubaté                                                   | 655,0      | 1645 | 1639   |
|      | 2º Subdistrito - Santa Teresinha (Taubaté)                |            |      | 1940   |
|      | Quiririm (Taubaté)                                        |            |      | 1925   |
| 112º | Penápolis                                                 | 654,0      | 1913 | 1909   |
| 113º | Jales                                                     | 653,0      | 1948 | 1944   |
|      | Pontalinda (Jales)                                        |            |      | 1953   |
|      | Vitória Brasil (Jales)                                    |            |      | 1948   |
| 114º | Ibitinga                                                  | 649,0      | 1890 | 1885   |
|      | Cambaratiba (Ibitinga)                                    |            |      | 1934   |
| 115º | Ribeirão Branco                                           | 645,0      | 1944 | 1883   |
| 116º | Itu                                                       | 640,0      | 1654 | 1653   |
|      | Pirapitingui (Itu)                                        |            |      | 1944   |
| 117º | Luís Antônio                                              | 639,0      | 1959 | 1937   |
| 118º | Santo Anastácio                                           | 639,0      | 1925 | 1921   |
|      | Ribeirão dos Índios (Santo Anastácio)                     |            |      | 1936   |
| 119º | Piedade                                                   | 634,0      | 1857 | 1847   |
| 120º | São Simão                                                 | 634,0      | 1865 | 1842   |
| 121º | Cardoso                                                   | 633,0      | 1948 | 1942   |
|      | São João do Marinheiro (Cardoso)                          |            |      | 1964   |
| 122º | Pedro de Toledo                                           | 631,0      | 1948 | 1929   |
| 123º | Getulina                                                  | 623,0      | 1935 | 1926   |
|      | Macucos (Getulina)                                        |            |      | 1936   |
|      | Santa América (Getulina)                                  |            |      | 1948   |
| 124º | Quatá                                                     | 619,0      | 1925 | 1924   |
| 125º | Itajobi                                                   | 615,0      | 1918 | 1906   |
|      | Marapoama (Itajobi)                                       |            |      | 1936   |
| 126º | Patrocínio Paulista                                       | 611,0      | 1885 | 1874   |
| 127º | Guaraci                                                   | 605,0      | 1944 | 1921   |
| 128º | Taciba                                                    | 602,0      | 1953 | 1934   |
| 129º | Dois Córregos                                             | 597,0      | 1874 | 1865   |
|      | Guarapuã (Dois Córregos)                                  |            |      | 1899   |
| 130º | Limeira                                                   | 597,0      | 1842 | 1830   |
| 131º | Planalto                                                  | 597,0      | 1948 | 1934   |
|      | Zacarias (Planalto)                                       |            |      | 1948   |
| 132º | Guareí                                                    | 594,0      | 1936 | 1871   |
| 133º | Fernandópolis                                             | 591,0      | 1944 | 1944   |
|      | 2º Subdistrito - Brasilândia (Fernandópolis)              |            |      | 1964   |
|      | Brasitânia (Fernandópolis)                                |            |      | 1959   |
| 134º | Franca                                                    | 590,0      | 1821 | 1804   |
|      | 2º Subdistrito - Estação (Franca)                         |            |      | 1934   |
| 135º | São Pedro                                                 | 587,0      | 1881 | 1864   |
| 136º | Tambaú                                                    | 587,0      | 1898 | 1892   |
| 137º | São José do Rio Preto                                     | 586,0      | 1894 | 1879   |
|      | 2º Subdistrito - Boa Vista (São José do Rio Preto)        |            |      | 1935   |
|      | 3º Subdistrito - Vila Maceno (São José do Rio Preto)      |            |      | 1964   |
|      | Engenheiro Schmidt (São José do Rio Preto)                |            |      | 1927   |
|      | Ipiguá (São José do Rio Preto)                            |            |      | 1927   |
|      | Talhado (São José do Rio Preto)                           |            |      | 1944   |
| 138º | Junqueirópolis                                            | 584,0      | 1948 | 1948   |
| 139º | Araras                                                    | 581,0      | 1871 | 1869   |
| 140º | Cândido Mota                                              | 580,0      | 1923 | 1921   |
|      | Frutal do Campo (Cândido Mota)                            |            |      | 1953   |
| 141º | Juquitiba                                                 | 569,0      | 1964 | 1907   |
| 142º | Lavínia                                                   | 566,0      | 1944 | 1938   |
|      | Tabajara (Lavínia)                                        |            |      | 1948   |
| 143º | São José do Barreiro                                      | 566,0      | 1859 | 1842   |
| 144º | Itanhaém                                                  | 565,0      | 1561 | 1549   |
| 145º | Itirapina                                                 | 562,0      | 1935 | 1890   |
|      | Itaqueri da Serra (Itirapina)                             |            |      | 1903   |
| 146º | Iacanga                                                   | 561,0      | 1924 | 1909   |
| 147º | Porto Feliz                                               | 558,0      | 1797 | 1728   |
| 148º | Votuporanga                                               | 556,0      | 1944 | 1940   |
|      | Parisi (Votuporanga)                                      |            |      | 1948   |
|      | Simonsen (Votuporanga)                                    |            |      | 1948   |
| 149º | Garça                                                     | 554,0      | 1928 | 1925   |
|      | Jafa (Garça)                                              |            |      | 1953   |
| 150º | Presidente Prudente                                       | 554,0      | 1921 | 1921   |
|      | Ameliópolis (Presidente Prudente)                         |            |      | 1953   |
|      | Eneida (Presidente Prudente)                              |            |      | 1944   |
|      | Floresta do Sul (Presidente Prudente)                     |            |      | 1953   |
|      | Montalvão (Presidente Prudente)                           |            |      | 1938   |
| 151º | Jardinópolis                                              | 552,0      | 1898 | 1892   |
|      | Jurucê (Jardinópolis)                                     |            |      | 1918   |
| 152º | Riolândia                                                 | 549,0      | 1953 | 1935   |
| 153º | Itapira                                                   | 547,0      | 1858 | 1847   |
|      | Barão Ataliba Nogueira (Itapira)                          |            |      | 1948   |
|      | Eleutério (Itapira)                                       |            |      | 1948   |
| 154º | Cosmorama                                                 | 544,0      | 1948 | 1936   |
| 155º | Maracaí                                                   | 543,0      | 1924 | 1919   |
|      | São José das Laranjeiras (Maracaí)                        |            |      | 1959   |
| 156º | Birigui                                                   | 537,0      | 1921 | 1914   |
|      | 2º Subdistrito - Birigui de Cima (Birigui)                |            |      | 1941   |
| 157º | Matão                                                     | 537,0      | 1898 | 1897   |
|      | São Lourenço do Turvo (Matão)                             |            |      | 1911   |
| 158º | Caiuá                                                     | 536,0      | 1953 | 1928   |
| 159º | Echaporã                                                  | 536,0      | 1938 | 1938   |
| 160º | Avaí                                                      | 533,0      | 1919 | 1910   |
|      | Nogueira (Avaí)                                           |            |      | 1927   |
| 161º | Lins                                                      | 533,0      | 1919 | 1913   |
|      | 2º Subdistrito - Monlevade (Lins)                         |            |      | 1936   |
|      | Guapiranga (Lins)                                         |            |      | 1948   |
| 162º | Taquaritinga                                              | 530,0      | 1892 | 1880   |
|      | Guariroba (Taquaritinga)                                  |            |      | 1918   |
|      | Jurupema (Taquaritinga)                                   |            |      | 1912   |
| 163º | Pitangueiras                                              | 528,0      | 1893 | 1892   |
|      | Ibitiúva (Pitangueiras)                                   |            |      | 1919   |
|      | Taquaral (Pitangueiras)                                   |            |      | 1919   |
| 164º | Sud Mennucci                                              | 526,0      | 1959 | 1948   |
| 165º | Palmital                                                  | 523,0      | 1919 | 1916   |
|      | Sussuí (Palmital)                                         |            |      | 1927   |
| 166º | São Sebastião                                             | 520,0      | 1636 | 1636   |
|      | Maresias (São Sebastião)                                  |            |      | 1944   |
|      | São Francisco da Praia (São Sebastião)                    |            |      | 1964   |
| 167º | Dracena                                                   | 515,0      | 1948 | 1948   |
|      | Jaciporã (Dracena)                                        |            |      | 1948   |
|      | Jamaica (Dracena)                                         |            |      | 1953   |
| 168º | Nova Granada                                              | 513,0      | 1925 | 1917   |
|      | Ingás (Nova Granada)                                      |            |      | 1927   |
|      | Mangaratú (Nova Granada)                                  |            |      | 1929   |
|      | Onda Branca (Nova Granada)                                |            |      | 1939   |
| 169º | Borborema                                                 | 511,0      | 1925 | 1909   |
| 170º | Flórida Paulista                                          | 506,0      | 1948 | 1944   |
|      | Atlântida (Flórida Paulista)                              |            |      | 1948   |
|      | Indaiá do Aguapeí (Flórida Paulista)                      |            |      | 1953   |
| 171º | Pirajú                                                    | 503,0      | 1880 | 1871   |
| 172º | Rio Claro                                                 | 503,0      | 1845 | 1830   |
|      | Ajapi (Rio Claro)                                         |            |      | 1948   |
|      | Assistência (Rio Claro)                                   |            |      | 1948   |
| 173º | Pirapozinho                                               | 502,0      | 1948 | 1936   |
|      | Itororó do Paranapanema (Pirapozinho)                     |            |      | 1953   |
| 174º | São João da Boa Vista                                     | 500,0      | 1859 | 1838   |
| 175º | Guaraçai                                                  | 493,0      | 1948 | 1938   |
| 176º | Atibaia                                                   | 491,0      | 1769 | 1747   |
| 177º | Itaporanga                                                | 488,0      | 1871 | 1855   |
| 178º | Campos Novos Paulista                                     | 481,0      | 1948 | 1880   |
| 179º | Ribeirão Bonito                                           | 481,0      | 1890 | 1882   |
|      | Guarapiranga (Ribeirão Bonito)                            |            |      | 1906   |
| 180º | Arealva                                                   | 477,0      | 1948 | 1911   |
|      | Jacuba (Arealva)                                          |            |      | 1944   |
| 181º | Lutécia                                                   | 474,0      | 1944 | 1929   |
| 182º | Tabapuã                                                   | 474,0      | 1919 | 1907   |
|      | Novais (Tabapuã)                                          |            |      | 1924   |
| 183º | Guarantã                                                  | 467,0      | 1944 | 1924   |
| 184º | Gália                                                     | 463,0      | 1927 | 1926   |
|      | Fernão (Gália)                                            |            |      | 1928   |
| 185º | Jacareí                                                   | 463,0      | 1653 | 1652   |
| 186º | Mogi Mirim                                                | 463,0      | 1769 | 1751   |
| 187º | Monte Aprazível                                           | 459,0      | 1924 | 1914   |
|      | Engenheiro Balduíno (Monte Aprazível)                     |            |      | 1953   |
|      | Itaiúba (Monte Aprazível)                                 |            |      | 1948   |
|      | Junqueira (Monte Aprazível)                               |            |      | 1930   |
| 188º | Ipuã                                                      | 457,0      | 1948 | 1877   |
| 189º | Conchas                                                   | 456,0      | 1916 | 1896   |
|      | Juquiratiba (Conchas)                                     |            |      | 1944   |
| 190º | Piquerobi                                                 | 456,0      | 1948 | 1928   |
| 191º | Sorocaba                                                  | 456,0      | 1661 | 1654   |
|      | 2º Subdistrito - N. Sra. do Rosário (Sorocaba)            |            |      | 1880   |
|      | Brigadeiro Tobias (Sorocaba)                              |            |      | 1934   |
|      | Cajurú do Sul (Sorocaba)                                  |            |      | 1959   |
|      | Éden (Sorocaba)                                           |            |      | 1948   |
| 192º | Igarapava                                                 | 452,0      | 1873 | 1851   |
| 193º | Lorena                                                    | 452,0      | 1788 | 1718   |
|      | Canas (Lorena)                                            |            |      | 1964   |
| 194º | Tietê                                                     | 451,0      | 1842 | 1811   |
|      | Jumirim (Tietê)                                           |            |      | 1939   |
| 195º | Socorro                                                   | 446,0      | 1871 | 1838   |
| 196º | Narandiba                                                 | 444,0      | 1964 | 1944   |
| 197º | Tabatinga                                                 | 443,0      | 1925 | 1911   |
|      | Curupá (Tabatinga)                                        |            |      | 1959   |
| 198º | Amparo                                                    | 442,0      | 1857 | 1839   |
|      | Arcadas (Amparo)                                          |            |      | 1948   |
| 199º | Cerqueira César                                           | 442,0      | 1917 | 1899   |
| 200º | Caconde                                                   | 439,0      | 1864 | 1775   |
|      | Barrânia (Caconde)                                        |            |      | 1936   |
| 201º | Bariri                                                    | 437,0      | 1890 | 1877   |
| 202º | Aguaí                                                     | 435,0      | 1944 | 1898   |
| 203º | Jundiaí                                                   | 432,0      | 1655 | 1651   |
| 204º | Guapiara                                                  | 430,0      | 1948 | 1902   |
| 205º | Silveiras                                                 | 427,0      | 1842 | 1830   |
| 206º | Leme                                                      | 425,0      | 1895 | 1891   |
| 207º | Colina                                                    | 418,0      | 1925 | 1917   |
| 208º | Reginópolis                                               | 418,0      | 1948 | 1922   |
| 209º | Sertãozinho                                               | 418,0      | 1896 | 1885   |
|      | Cruz das Posses (Sertãozinho)                             |            |      | 1898   |
| 210º | Fartura                                                   | 417,0      | 1891 | 1884   |
| 211º | Adamantina                                                | 416,0      | 1948 | 1948   |
| 212º | Salesópolis                                               | 414,0      | 1857 | 1838   |
| 213º | São Roque                                                 | 412,0      | 1832 | 1768   |
|      | Araçariguama (São Roque)                                  |            |      | 1701   |
|      | Canguera (São Roque)                                      |            |      | 1959   |
|      | São João Novo (São Roque)                                 |            |      | 1944   |
| 214º | Piracaia                                                  | 410,0      | 1859 | 1836   |
|      | Batatuba (Piracaia)                                       |            |      | 1948   |
| 215º | Ribeirão Vermelho do Sul                                  | 409,0      | 1953 | 1894   |
| 216º | Nhandeara                                                 | 407,0      | 1944 | 1935   |
|      | Ida Iolanda (Nhandeara)                                   |            |      | 1964   |
| 217º | São José do Rio Pardo                                     | 407,0      | 1885 | 1874   |
| 218º | Taquarituba                                               | 406,0      | 1925 | 1896   |
| 219º | Sandovalina                                               | 404,0      | 1959 | 1953   |
| 220º | São Joaquim da Barra                                      | 397,0      | 1917 | 1902   |
| 221º | Pontal                                                    | 394,0      | 1935 | 1907   |
|      | Cândia (Pontal)                                           |            |      | 1953   |
| 222º | Pinhal                                                    | 393,0      | 1877 | 1860   |
| 223º | Caraguatatuba                                             | 391,0      | 1857 | 1847   |
|      | Porto Novo (Caraguatatuba)                                |            |      | 1964   |
| 224º | João Ramalho                                              | 388,0      | 1959 | 1935   |
| 225º | Piratininga                                               | 388,0      | 1913 | 1907   |
| 226º | Bocaina                                                   | 387,0      | 1891 | 1891   |
| 227º | Auriflama                                                 | 385,0      | 1953 | 1942   |
| 228º | Lucélia                                                   | 384,0      | 1944 | 1944   |
|      | Pracinha (Lucélia)                                        |            |      | 1948   |
| 229º | Guarani d'Oeste                                           | 383,0      | 1959 | 1953   |
| 230º | Panorama                                                  | 383,0      | 1953 | 1948   |
| 231º | Biritiba Mirim                                            | 380,0      | 1964 | 1924   |
| 232º | Coroados                                                  | 380,0      | 1928 | 1925   |
|      | Brejo Alegre (Coroados)                                   |            |      | 1944   |
| 233º | Icém                                                      | 380,0      | 1953 | 1914   |
| 234º | Laranjal Paulista                                         | 380,0      | 1917 | 1896   |
|      | Laras (Laranjal Paulista)                                 |            |      | 1919   |
|      | Maristela (Laranjal Paulista)                             |            |      | 1948   |
| 235º | Altair                                                    | 378,0      | 1959 | 1938   |
| 236º | Rinópolis                                                 | 374,0      | 1944 | 1937   |
| 237º | Paulicéia                                                 | 373,0      | 1948 | 1948   |
| 238º | Potirendaba                                               | 370,0      | 1925 | 1919   |
| 239º | Santa Isabel                                              | 368,0      | 1832 | 1812   |
| 240º | Caçapava                                                  | 365,0      | 1855 | 1850   |
| 241º | Quintana                                                  | 358,0      | 1944 | 1936   |
| 242º | Pariquera-Açu                                             | 356,0      | 1953 | 1935   |
| 243º | Parapuã                                                   | 354,0      | 1944 | 1943   |
| 244º | Cristais Paulista                                         | 351,0      | 1959 | 1910   |
| 245º | Guará                                                     | 348,0      | 1925 | 1914   |
|      | Pioneiros (Guará)                                         |            |      | 1948   |
| 246º | Catanduva                                                 | 345,0      | 1917 | 1909   |
|      | Elisiário (Catanduva)                                     |            |      | 1923   |
| 247º | Sarapuí                                                   | 345,0      | 1937 | 1844   |
| 248º | Joanópolis                                                | 343,0      | 1895 | 1893   |
| 249º | Itapecerica da Serra                                      | 342,0      | 1877 | 1841   |
|      | São Lourenço da Serra (Itapecerica da Serra)              |            |      | 1953   |
| 250º | Guarulhos                                                 | 341,0      | 1880 | 1685   |
| 251º | Nuporanga                                                 | 341,0      | 1926 | 1873   |
| 252º | Artur Nogueira                                            | 340,0      | 1948 | 1916   |
| 253º | Herculândia                                               | 339,0      | 1944 | 1930   |
|      | Juliânia (Herculândia)                                    |            |      | 1944   |
| 254º | Iacri                                                     | 339,0      | 1959 | 1937   |
|      | Anápolis (Iacri)                                          |            |      | 1959   |
| 255º | Peruíbe                                                   | 339,0      | 1959 | 1959   |
| 256º | Cotia                                                     | 335,0      | 1856 | 1723   |
|      | Caucaia do Alto (Cotia)                                   |            |      | 1944   |
|      | Raposo Tavares (Cotia)                                    |            |      | 1964   |
| 257º | Urânia                                                    | 334,0      | 1959 | 1953   |
|      | Aspásia (Urânia)                                          |            |      | 1964   |
|      | Santa Salete (Urânia)                                     |            |      | 1964   |
| 258º | Guapiaçu                                                  | 333,0      | 1953 | 1927   |
| 259º | Ilhabela                                                  | 333,0      | 1934 | 1805   |
|      | Cambaquara (Ilhabela)                                     |            |      | 1944   |
|      | Paranabi (Ilhabela)                                       |            |      | 1944   |
| 260º | Pacaembu                                                  | 333,0      | 1948 | 1944   |
| 261º | Alto Alegre                                               | 332,0      | 1953 | 1934   |
|      | Jatobá (Alto Alegre)                                      |            |      | 1959   |
|      | São Martinho d'Oeste (Alto Alegre)                        |            |      | 1953   |
| 262º | Cruzeiro                                                  | 331,0      | 1901 | 1891   |
|      | 2º Subdistrito - Itagaçaba (Cruzeiro)                     |            |      | 1921   |
| 263º | Platina                                                   | 330,0      | 1953 | 1894   |
| 264º | Coronel Macedo                                            | 327,0      | 1964 | 1910   |
| 265º | Monteiro Lobato                                           | 327,0      | 1948 | 1857   |
| 266º | Nazaré Paulista                                           | 325,0      | 1850 | 1676   |
| 267º | Avanhandava                                               | 324,0      | 1925 | 1909   |
| 268º | Buritama                                                  | 324,0      | 1948 | 1927   |
| 269º | Álvares Florence                                          | 323,0      | 1948 | 1926   |
| 270º | Macedônia                                                 | 322,0      | 1964 | 1948   |
| 271º | Magda                                                     | 322,0      | 1953 | 1944   |
| 272º | Sales                                                     | 322,0      | 1959 | 1927   |
| 273º | Porangaba                                                 | 320,0      | 1927 | 1885   |
|      | Torre de Pedra (Porangaba)                                |            |      | 1922   |
| 274º | Redenção da Serra                                         | 319,0      | 1935 | 1860   |
| 275º | São Bernardo do Campo                                     | 319,0      | 1944 | 1812   |
|      | Riacho Grande (São Bernardo do Campo)                     |            |      | 1948   |
| 276º | Álvares Machado                                           | 318,0      | 1944 | 1927   |
|      | Coronel Goulart (Álvares Machado)                         |            |      | 1938   |
| 277º | Areias                                                    | 316,0      | 1816 | 1801   |
| 278º | Estrela d'Oeste                                           | 316,0      | 1948 | 1947   |
| 279º | Araçoiaba da Serra                                        | 315,0      | 1936 | 1821   |
| 280º | Analândia                                                 | 313,0      | 1897 | 1890   |
| 281º | Cravinhos                                                 | 313,0      | 1897 | 1893   |
| 282º | Santa Cruz das Palmeiras                                  | 312,0      | 1885 | 1881   |
| 283º | Monte Alto                                                | 311,0      | 1895 | 1895   |
| 284º | Mairiporã                                                 | 310,0      | 1889 | 1642   |
| 285º | Torrinha                                                  | 309,0      | 1922 | 1896   |
| 286º | Santo Antônio da Alegria                                  | 306,0      | 1885 | 1866   |
| 287º | Orlândia                                                  | 305,0      | 1909 | 1909   |
| 288º | Mairinque                                                 | 303,0      | 1959 | 1908   |
| 289º | Palmeira d'Oeste                                          | 303,0      | 1959 | 1948   |
|      | Dalas (Palmeira d'Oeste)                                  |            |      | 1964   |
| 290º | Anhumas                                                   | 302,0      | 1953 | 1928   |
| 291º | Capivari                                                  | 302,0      | 1832 | 1826   |
| 292º | Ocauçú                                                    | 302,0      | 1959 | 1934   |
| 293º | Populina                                                  | 300,0      | 1959 | 1953   |
| 294º | Brodósqui                                                 | 298,0      | 1913 | 1902   |
| 295º | Cruzália                                                  | 298,0      | 1964 | 1935   |
| 296º | Santa Adélia                                              | 298,0      | 1916 | 1910   |
|      | Botelho (Santa Adélia)                                    |            |      | 1936   |
|      | Ururaí (Santa Adélia)                                     |            |      | 1919   |
| 297º | Corumbataí                                                | 297,0      | 1948 | 1919   |
| 298º | Ibaté                                                     | 297,0      | 1953 | 1900   |
| 299º | Indaiatuba                                                | 297,0      | 1859 | 1830   |
| 300º | Urupês                                                    | 297,0      | 1928 | 1921   |
|      | São João de Itaguaçu (Urupês)                             |            |      | 1953   |
| 301º | Guaiçara                                                  | 296,0      | 1953 | 1922   |
| 302º | Ubirajara                                                 | 296,0      | 1948 | 1928   |
| 303º | Itatiba                                                   | 295,0      | 1857 | 1830   |
| 304º | Itariri                                                   | 294,0      | 1948 | 1938   |
|      | Ana Dias (Itariri)                                        |            |      | 1948   |
| 305º | Sales Oliveira                                            | 293,0      | 1944 | 1906   |
| 306º | Sabino                                                    | 292,0      | 1953 | 1934   |
| 307º | Bento de Abreu                                            | 289,0      | 1948 | 1933   |
| 308º | Igaratá                                                   | 289,0      | 1953 | 1864   |
| 309º | Paranapuã                                                 | 289,0      | 1964 | 1959   |
|      | Mesópolis (Paranapuã)                                     |            |      | 1964   |
| 310º | Santa Rosa de Viterbo                                     | 289,0      | 1910 | 1896   |
| 311º | Presidente Alves                                          | 288,0      | 1927 | 1914   |
|      | Guaricanga (Presidente Alves)                             |            |      | 1926   |
| 312º | São José da Bela Vista                                    | 286,0      | 1948 | 1897   |
| 313º | Glicério                                                  | 283,0      | 1925 | 1920   |
|      | Juritis (Glicério)                                        |            |      | 1944   |
| 314º | Salto de Pirapora                                         | 283,0      | 1953 | 1911   |
| 315º | Santa Bárbara d'Oeste                                     | 282,0      | 1869 | 1842   |
| 316º | Cajobi                                                    | 280,0      | 1926 | 1908   |
|      | Embaúba (Cajobi)                                          |            |      | 1934   |
|      | Monte Verde Paulista (Cajobi)                             |            |      | 1953   |
| 317º | Cachoeira Paulista                                        | 279,0      | 1880 | 1876   |
| 318º | São Bento do Sapucaí                                      | 279,0      | 1858 | 1832   |
| 319º | Serra Azul                                                | 279,0      | 1927 | 1893   |
| 320º | Américo de Campos                                         | 277,0      | 1948 | 1926   |
| 321º | Indiaporã                                                 | 275,0      | 1953 | 1948   |
| 322º | Monte Castelo                                             | 275,0      | 1953 | 1948   |
| 323º | Guariba                                                   | 274,0      | 1917 | 1904   |
| 324º | Ibirá                                                     | 274,0      | 1921 | 1906   |
| 325º | Ouro Verde                                                | 274,0      | 1953 | 1948   |
|      | Arabela (Ouro Verde)                                      |            |      | 1953   |
| 326º | Rincão                                                    | 274,0      | 1948 | 1909   |
| 327º | Duartina                                                  | 272,0      | 1926 | 1922   |
| 328º | Nova Independência                                        | 272,0      | 1964 | 1948   |
| 329º | Santa Branca                                              | 270,0      | 1856 | 1841   |
| 330º | Campos do Jordão                                          | 269,0      | 1934 | 1915   |
| 331º | Santa Maria da Serra                                      | 269,0      | 1959 | 1881   |
| 332º | Tejupá                                                    | 265,0      | 1964 | 1899   |
| 333º | Cabreúva                                                  | 261,0      | 1859 | 1830   |
|      | Bom Fim do Bom Jesus (Cabreúva)                           |            |      | 1964   |
| 334º | Pereiras                                                  | 261,0      | 1889 | 1876   |
| 335º | Três Fronteiras                                           | 261,0      | 1959 | 1948   |
|      | Nova Canaã (Três Fronteiras)                              |            |      | 1964   |
| 336º | Vera Cruz                                                 | 261,0      | 1934 | 1929   |
| 337º | Rubiácea                                                  | 260,0      | 1948 | 1944   |
| 338º | Turiúba                                                   | 260,0      | 1959 | 1944   |
|      | Lourdes (Turiúba)                                         |            |      | 1959   |
| 339º | Ourinhos                                                  | 258,0      | 1918 | 1915   |
| 340º | Itapura                                                   | 257,0      | 1964 | 1959   |
| 341º | Tupi Paulista                                             | 256,0      | 1948 | 1944   |
|      | Guaraciaba d'Oeste (Tupi Paulista)                        |            |      | 1953   |
|      | Oásis (Tupi Paulista)                                     |            |      | 1948   |
| 342º | Bernardino de Campos                                      | 255,0      | 1923 | 1917   |
| 343º | Regente Feijó                                             | 255,0      | 1935 | 1925   |
|      | Espigão (Regente Feijó)                                   |            |      | 1948   |
| 344º | Jaborandi                                                 | 254,0      | 1948 | 1924   |
| 345º | Meridiano                                                 | 254,0      | 1959 | 1948   |
| 346º | Orindiúva                                                 | 254,0      | 1964 | 1935   |
| 347º | Arandu                                                    | 253,0      | 1964 | 1944   |
| 348º | Buritizal                                                 | 253,0      | 1953 | 1897   |
| 349º | Salto Grande                                              | 252,0      | 1911 | 1891   |
| 350º | Lagoinha                                                  | 251,0      | 1953 | 1866   |
| 351º | Monte Azul Paulista                                       | 251,0      | 1914 | 1903   |
|      | Marcondésia (Monte Azul Paulista)                         |            |      | 1925   |
| 352º | Vargem Grande do Sul                                      | 249,0      | 1921 | 1891   |
| 353º | Boituva                                                   | 248,0      | 1937 | 1906   |
| 354º | Aparecida d'Oeste                                         | 247,0      | 1964 | 1959   |
| 355º | Neves Paulista                                            | 245,0      | 1944 | 1927   |
|      | Barra Dourada (Neves Paulista)                            |            |      | 1925   |
|      | Miraluz (Neves Paulista)                                  |            |      | 1948   |
| 356º | Osvaldo Cruz                                              | 245,0      | 1944 | 1942   |
|      | Lagoa Azul (Osvaldo Cruz)                                 |            |      | 1953   |
| 357º | Barbosa                                                   | 243,0      | 1959 | 1944   |
| 358º | Ibirarema                                                 | 243,0      | 1944 | 1922   |
| 359º | Queluz                                                    | 243,0      | 1842 | 1803   |
| 360º | Restinga                                                  | 240,0      | 1964 | 1911   |
| 361º | Guzolândia                                                | 239,0      | 1964 | 1959   |
| 362º | Porto Ferreira                                            | 239,0      | 1896 | 1888   |
| 363º | Mirassol                                                  | 238,0      | 1924 | 1919   |
|      | Ruilândia (Mirassol)                                      |            |      | 1948   |
| 364º | Irapuã                                                    | 237,0      | 1944 | 1930   |
| 365º | Macatuba                                                  | 237,0      | 1924 | 1912   |
| 366º | Guararema                                                 | 236,0      | 1898 | 1890   |
| 367º | Flora Rica                                                | 232,0      | 1953 | 1948   |
| 368º | Florínea                                                  | 230,0      | 1953 | 1944   |
| 369º | Tapiratiba                                                | 229,0      | 1928 | 1906   |
| 370º | Floreal                                                   | 227,0      | 1959 | 1940   |
| 371º | Cabrália Paulista                                         | 226,0      | 1948 | 1922   |
| 372º | Divinolândia                                              | 225,0      | 1953 | 1865   |
|      | Campestrinho (Divinolândia)                               |            |      | 1959   |
| 373º | Rio das Pedras                                            | 225,0      | 1894 | 1889   |
| 374º | Nova Aliança                                              | 224,0      | 1944 | 1926   |
|      | Nova Itapirema (Nova Aliança)                             |            |      | 1935   |
| 375º | Irapuru                                                   | 223,0      | 1953 | 1948   |
| 376º | Terra Roxa                                                | 223,0      | 1948 | 1925   |
| 377º | Queiroz                                                   | 222,0      | 1964 | 1944   |
| 378º | Murutinga do Sul                                          | 221,0      | 1953 | 1944   |
| 379º | Monte Mor                                                 | 220,0      | 1871 | 1832   |
| 380º | Onda Verde                                                | 219,0      | 1964 | 1934   |
| 381º | São Sebastião da Grama                                    | 219,0      | 1925 | 1896   |
| 382º | Xavantes                                                  | 219,0      | 1922 | 1917   |
|      | Canitar (Xavantes)                                        |            |      | 1944   |
|      | Irapé (Xavantes)                                          |            |      | 1935   |
| 383º | Salmourão                                                 | 218,0      | 1959 | 1948   |
| 384º | Piacatu                                                   | 216,0      | 1953 | 1944   |
| 385º | Macaubal                                                  | 214,0      | 1948 | 1928   |
| 386º | Santa Albertina                                           | 214,0      | 1959 | 1953   |
| 387º | Guaimbé                                                   | 213,0      | 1953 | 1934   |
|      | Fátima (Guaimbé)                                          |            |      | 1959   |
| 388º | Uchôa                                                     | 213,0      | 1925 | 1913   |
| 389º | Mira Estrela                                              | 212,0      | 1964 | 1959   |
| 390º | Caiabu                                                    | 210,0      | 1953 | 1944   |
|      | Esperança d'Oeste (Caiabu)                                |            |      | 1953   |
|      | Iubatinga (Caiabu)                                        |            |      | 1953   |
| 391º | Santa Rita d'Oeste                                        | 210,0      | 1964 | 1953   |
|      | Aparecida do Bonito (Santa Rita d'Oeste)                  |            |      | 1964   |
| 392º | Dourado                                                   | 209,0      | 1897 | 1891   |
| 393º | Elias Fausto                                              | 209,0      | 1944 | 1925   |
|      | Cardeal (Elias Fausto)                                    |            |      | 1948   |
| 394º | Conchal                                                   | 208,0      | 1948 | 1919   |
| 395º | Mendonça                                                  | 208,0      | 1959 | 1936   |
| 396º | Sumaré                                                    | 208,0      | 1953 | 1909   |
|      | Hortolândia (Sumaré)                                      |            |      | 1953   |
|      | Nova Veneza (Sumaré)                                      |            |      | 1959   |
| 397º | Cedral                                                    | 207,0      | 1929 | 1919   |
| 398º | Cesário Lange                                             | 207,0      | 1959 | 1908   |
| 399º | Ipeúna                                                    | 207,0      | 1964 | 1894   |
| 400º | Pindorama                                                 | 207,0      | 1925 | 1917   |
|      | Roberto (Pindorama)                                       |            |      | 1934   |
| 401º | Ipauçu                                                    | 206,0      | 1915 | 1898   |
| 402º | Manduri                                                   | 206,0      | 1944 | 1907   |
|      | São Berto (Manduri)                                       |            |      | 1948   |
| 403º | Jarinú                                                    | 204,0      | 1948 | 1842   |
| 404º | Rubinéia                                                  | 204,0      | 1964 | 1953   |
|      | Esmeralda (Rubinéia)                                      |            |      | 1964   |
| 405º | Pedranópolis                                              | 202,0      | 1964 | 1944   |
|      | Santa Isabel do Marinheiro (Pedranópolis)                 |            |      | 1964   |
| 406º | Cosmópolis                                                | 201,0      | 1944 | 1906   |
| 407º | Timburi                                                   | 201,0      | 1948 | 1903   |
| 408º | Embu-Guaçu                                                | 200,0      | 1964 | 1944   |
| 409º | Estrela do Norte                                          | 200,0      | 1964 | 1953   |
| 410º | Jambeiro                                                  | 200,0      | 1876 | 1872   |
| 411º | Pardinho                                                  | 200,0      | 1959 | 1891   |
| 412º | Braúna                                                    | 199,0      | 1953 | 1928   |
| 413º | Charqueada                                                | 196,0      | 1953 | 1911   |
|      | Paraisolândia (Charqueada)                                |            |      | 1959   |
| 414º | Oriente                                                   | 195,0      | 1944 | 1934   |
| 415º | Viradouro                                                 | 195,0      | 1916 | 1906   |
| 416º | Aramina                                                   | 194,0      | 1964 | 1934   |
| 417º | Cássia dos Coqueiros                                      | 191,0      | 1959 | 1899   |
| 418º | Oscar Bressane                                            | 189,0      | 1948 | 1933   |
| 419º | Pontes Gestal                                             | 189,0      | 1964 | 1948   |
| 420º | Mirassolândia                                             | 188,0      | 1959 | 1935   |
| 421º | Óleo                                                      | 188,0      | 1917 | 1891   |
|      | Batista Botelho (Óleo)                                    |            |      | 1925   |
| 422º | Lucianópolis                                              | 187,0      | 1953 | 1924   |
| 423º | Paraíso                                                   | 187,0      | 1953 | 1933   |
| 424º | Serra Negra                                               | 186,0      | 1859 | 1841   |
| 425º | Suzano                                                    | 184,0      | 1948 | 1919   |
| 426º | Adolfo                                                    | 183,0      | 1959 | 1944   |
| 427º | Pirangi                                                   | 180,0      | 1935 | 1913   |
| 428º | Itupeva                                                   | 178,0      | 1964 | 1953   |
| 429º | Santópolis do Aguapeí                                     | 177,0      | 1959 | 1953   |
| 430º | Itaju                                                     | 176,0      | 1953 | 1913   |
| 431º | Tremembé                                                  | 174,0      | 1896 | 1891   |
| 432º | Luiziânia                                                 | 172,0      | 1959 | 1944   |
| 433º | Iperó                                                     | 170,0      | 1964 | 1944   |
|      | Bacaetava (Iperó)                                         |            |      | 1953   |
| 434º | Lavrinhas                                                 | 170,0      | 1944 | 1917   |
|      | Pinheiros (Lavrinhas)                                     |            |      | 1948   |
| 435º | Santa Fé do Sul                                           | 170,0      | 1953 | 1953   |
| 436º | Bastos                                                    | 169,0      | 1944 | 1936   |
| 437º | Santana de Parnaíba                                       | 169,0      | 1625 | 1625   |
| 438º | Bilac                                                     | 168,0      | 1944 | 1933   |
| 439º | Mineiros do Tietê                                         | 168,0      | 1898 | 1891   |
| 440º | Pongaí                                                    | 168,0      | 1948 | 1927   |
| 441º | Salto                                                     | 168,0      | 1889 | 1885   |
| 442º | Santo Antônio de Posse                                    | 167,0      | 1953 | 1893   |
| 443º | Catiguá                                                   | 166,0      | 1959 | 1938   |
| 444º | Piquete                                                   | 166,0      | 1891 | 1875   |
| 445º | Capela do Alto                                            | 165,0      | 1964 | 1953   |
| 446º | Lupércio                                                  | 163,0      | 1953 | 1936   |
| 447º | Ribeirão Corrente                                         | 163,0      | 1964 | 1910   |
| 448º | Clementina                                                | 162,0      | 1953 | 1944   |
|      | Lauro Penteado (Clementina)                               |            |      | 1953   |
| 449º | Cordeirópolis                                             | 162,0      | 1948 | 1899   |
| 450º | Mariápolis                                                | 162,0      | 1953 | 1948   |
|      | Mourão (Mariápolis)                                       |            |      | 1959   |
| 451º | Pradópolis                                                | 162,0      | 1959 | 1916   |
| 452º | Pinhalzinho                                               | 161,0      | 1964 | 1936   |
| 453º | Praia Grande                                              | 161,0      | 1964 | 1959   |
|      | Solemar (Praia Grande)                                    |            |      | 1948   |
| 454º | Cubatão                                                   | 160,0      | 1948 | 1922   |
| 455º | Dobrada                                                   | 160,0      | 1964 | 1911   |
| 456º | Nova Europa                                               | 160,0      | 1953 | 1913   |
| 457º | Águas da Prata                                            | 159,0      | 1935 | 1925   |
|      | São Roque da Fartura (Águas da Prata)                     |            |      | 1948   |
| 458º | Santa Clara d'Oeste                                       | 159,0      | 1964 | 1953   |
| 459º | Santo André                                               | 159,0      | 1938 | 1910   |
|      | 2º Subdistrito - Utinga (Santo André)                     |            |      | 1944   |
|      | Paranapiacaba (Santo André)                               |            |      | 1907   |
| 460º | Uru                                                       | 159,0      | 1953 | 1934   |
| 461º | Votorantim                                                | 159,0      | 1964 | 1911   |
| 462º | Gastão Vidigal                                            | 158,0      | 1953 | 1948   |
| 463º | Rifaina                                                   | 158,0      | 1948 | 1873   |
| 464º | Turmalina                                                 | 158,0      | 1964 | 1959   |
|      | Fátima Paulista (Turmalina)                               |            |      | 1964   |
| 465º | Taguaí                                                    | 157,0      | 1959 | 1911   |
| 466º | Franco da Rocha                                           | 155,0      | 1944 | 1934   |
| 467º | São Francisco                                             | 154,0      | 1964 | 1959   |
|      | Dirce Reis (São Francisco)                                |            |      | 1964   |
| 468º | Álvaro de Carvalho                                        | 151,0      | 1948 | 1936   |
| 469º | Mongaguá                                                  | 150,0      | 1959 | 1948   |
| 470º | Santa Lúcia                                               | 150,0      | 1959 | 1910   |
| 471º | Itirapuã                                                  | 148,0      | 1948 | 1900   |
| 472º | Jaguariúna                                                | 148,0      | 1953 | 1896   |
| 473º | Nipoã                                                     | 147,0      | 1953 | 1923   |
| 474º | Jaci                                                      | 146,0      | 1959 | 1925   |
| 475º | Gabriel Monteiro                                          | 145,0      | 1959 | 1948   |
| 476º | Paulínia                                                  | 145,0      | 1964 | 1944   |
| 477º | Poloni                                                    | 144,0      | 1953 | 1933   |
| 478º | Valinhos                                                  | 144,0      | 1953 | 1896   |
| 479º | Ribeirão do Sul                                           | 142,0      | 1964 | 1936   |
| 480º | São João das Duas Pontes                                  | 142,0      | 1964 | 1959   |
| 481º | Barrinha                                                  | 141,0      | 1953 | 1936   |
| 482º | Rafard                                                    | 141,0      | 1964 | 1929   |
| 483º | Severínia                                                 | 141,0      | 1953 | 1921   |
| 484º | Fernando Prestes                                          | 140,0      | 1935 | 1914   |
|      | Agulha (Fernando Prestes)                                 |            |      | 1936   |
| 485º | Pedra Bela                                                | 140,0      | 1964 | 1929   |
| 486º | Barra Bonita                                              | 139,0      | 1912 | 1896   |
| 487º | Roseira                                                   | 139,0      | 1964 | 1944   |
| 488º | Guarujá                                                   | 138,0      | 1934 | 1922   |
|      | Vicente de Carvalho (Guarujá)                             |            |      | 1953   |
| 489º | Sarutaiá                                                  | 138,0      | 1959 | 1906   |
| 490º | Itapuí                                                    | 137,0      | 1913 | 1896   |
| 491º | Itobi                                                     | 137,0      | 1959 | 1898   |
| 492º | Jeriquara                                                 | 137,0      | 1964 | 1919   |
| 493º | Monte Alegre do Sul                                       | 137,0      | 1948 | 1887   |
|      | Mostardas (Monte Alegre do Sul)                           |            |      | 1964   |
| 494º | Santa Mercedes                                            | 137,0      | 1953 | 1948   |
| 495º | Mombuca                                                   | 136,0      | 1964 | 1934   |
| 496º | Sagres                                                    | 136,0      | 1959 | 1948   |
| 497º | Tarabaí                                                   | 136,0      | 1964 | 1953   |
| 498º | Cajamar                                                   | 134,0      | 1959 | 1938   |
|      | Jordanésia (Cajamar)                                      |            |      | 1964   |
| 499º | Júlio Mesquita                                            | 134,0      | 1948 | 1938   |
| 500º | Américo Brasiliense                                       | 133,0      | 1964 | 1922   |
| 501º | Valentim Gentil                                           | 133,0      | 1948 | 1948   |
| 502º | Ariranha                                                  | 131,0      | 1918 | 1907   |
| 503º | Santa Cruz da Conceição                                   | 131,0      | 1953 | 1881   |
| 504º | Santo Expedito                                            | 131,0      | 1959 | 1948   |
| 505º | São Vicente                                               | 131,0      | 1532 | 1532   |
| 506º | Santa Ernestina                                           | 130,0      | 1964 | 1914   |
| 507º | Serrana                                                   | 128,0      | 1948 | 1912   |
| 508º | Barão de Antonina                                         | 127,0      | 1964 | 1944   |
| 509º | Cerquilho                                                 | 126,0      | 1948 | 1914   |
| 510º | Bálsamo                                                   | 124,0      | 1953 | 1925   |
| 511º | Taiúva                                                    | 124,0      | 1948 | 1908   |
| 512º | Americana                                                 | 122,0      | 1924 | 1904   |
| 513º | Morungaba                                                 | 121,0      | 1964 | 1891   |
| 514º | Boracéia                                                  | 120,0      | 1959 | 1934   |
| 515º | Santana da Ponte Pensa                                    | 118,0      | 1964 | 1953   |
| 516º | Borá                                                      | 114,0      | 1964 | 1934   |
| 517º | Monções                                                   | 114,0      | 1964 | 1945   |
| 518º | Pedreira                                                  | 114,0      | 1896 | 1890   |
| 519º | Aparecida                                                 | 112,0      | 1928 | 1891   |
| 520º | São João do Pau d'Alho                                    | 112,0      | 1959 | 1953   |
| 521º | Bady Bassitt                                              | 110,0      | 1959 | 1926   |
| 522º | Inúbia Paulista                                           | 110,0      | 1959 | 1948   |
| 523º | Ribeirão Pires                                            | 110,0      | 1953 | 1896   |
|      | Iupeba (Ribeirão Pires)                                   |            |      | 1953   |
| 524º | Sebastianópolis do Sul                                    | 110,0      | 1964 | 1953   |
| 525º | Taiaçu                                                    | 108,0      | 1953 | 1903   |
| 526º | Caieiras                                                  | 106,0      | 1959 | 1938   |
| 527º | Indiana                                                   | 105,0      | 1948 | 1934   |
| 528º | Igaraçu do Tietê                                          | 104,0      | 1953 | 1903   |
| 529º | Itaquaquecetuba                                           | 104,0      | 1953 | 1838   |
| 530º | Santo Antônio do Jardim                                   | 104,0      | 1953 | 1915   |
| 531º | Marinópolis                                               | 99,0       | 1964 | 1959   |
| 532º | Itapevi                                                   | 98,0       | 1959 | 1920   |
| 533º | Santo Antônio do Pinhal                                   | 97,0       | 1959 | 1880   |
| 534º | Bom Jesus dos Perdões                                     | 94,0       | 1959 | 1916   |
| 535º | Santa Gertrudes                                           | 92,0       | 1948 | 1916   |
| 536º | Iracemápolis                                              | 91,0       | 1953 | 1923   |
| 537º | Palmares Paulista                                         | 91,0       | 1964 | 1907   |
| 538º | Alvinlândia                                               | 89,0       | 1959 | 1948   |
| 539º | Areiópolis                                                | 89,0       | 1959 | 1917   |
| 540º | Campo Limpo                                               | 86,0       | 1964 | 1953   |
| 541º | Vinhedo                                                   | 85,0       | 1948 | 1908   |
| 542º | Arujá                                                     | 82,0       | 1959 | 1852   |
| 543º | Alfredo Marcondes                                         | 81,0       | 1948 | 1938   |
| 544º | Mauá                                                      | 78,0       | 1953 | 1934   |
| 545º | Nova Luzitânia                                            | 78,0       | 1964 | 1953   |
| 546º | Vista Alegre do Alto                                      | 78,0       | 1959 | 1926   |
| 547º | Embu                                                      | 76,0       | 1959 | 1880   |
| 548º | Pirapora do Bom Jesus                                     | 76,0       | 1959 | 1892   |
| 549º | Balbinos                                                  | 75,0       | 1953 | 1935   |
| 550º | Nova Guataporanga                                         | 69,0       | 1959 | 1953   |
|      | Terra Nova d'Oeste (Nova Guataporanga)                    |            |      | 1953   |
| 551º | Dumont                                                    | 68,0       | 1964 | 1948   |
| 552º | Osasco                                                    | 67,0       | 1959 | 1918   |
| 553º | Nova Odessa                                               | 66,0       | 1959 | 1938   |
| 554º | Barueri                                                   | 64,0       | 1948 | 1918   |
|      | Aldeia (Barueri)                                          |            |      | 1948   |
|      | Jardim Belval (Barueri)                                   |            |      | 1964   |
|      | Jardim Silveira (Barueri)                                 |            |      | 1964   |
| 555º | Cândido Rodrigues                                         | 64,0       | 1959 | 1918   |
| 556º | Lindóia                                                   | 60,0       | 1964 | 1899   |
| 557º | União Paulista                                            | 60,0       | 1964 | 1948   |
| 558º | Louveira                                                  | 51,0       | 1964 | 1953   |
| 559º | Dolcinópolis                                              | 46,0       | 1959 | 1948   |
| 560º | Carapicuíba                                               | 44,0       | 1964 | 1948   |
| 561º | Águas de Lindóia                                          | 43,0       | 1953 | 1953   |
| 562º | Várzea Paulista                                           | 30,0       | 1964 | 1953   |
| 563º | Francisco Morato                                          | 29,0       | 1964 | 1948   |
| 564º | Rio Grande da Serra                                       | 28,0       | 1964 | 1953   |
| 565º | Jandira                                                   | 25,0       | 1964 | 1948   |
| 566º | Diadema                                                   | 24,0       | 1959 | 1948   |
| 567º | São Caetano do Sul                                        | 24,0       | 1948 | 1916   |
| 568º | Taboão da Serra                                           | 23,0       | 1959 | 1953   |
| 569º | Ferraz de Vasconcelos                                     | 22,0       | 1953 | 1947   |
| 570º | Poá                                                       | 14,0       | 1948 | 1919   |
| 571º | Águas de São Pedro                                        | 8,0        | 1948 | 1948   |